# MetLife Stadium
MetLife Stadium é um estádio de futebol americano localizado em East Rutherford, Nova Jérsei. É a casa do New York Jets e do New York Giants na National Football League. O estádio substituiu o antigo Giants Stadium, que foi a casa do Giants desde 1976 e do Jets desde 1984, pelo estádio localizado no Meadowlands Sports Complex. Diferente do Giants Stadium, no qual o Jets era apenas um parceiro secundário, este estádio foi construído em parceria e os gastos compartilhados meio-a-meio pelos dois times.
O estádio é administrado pela MetLife Stadium Company, LLC. O então chamado New Meadowlands Stadium foi inaugurado em 10 de abril de 2010 durante a Big City Classic, um torneio de lacrosse. Em 2011, a MetLife, uma companhia de seguros de Nova Iorque, adquiriu os direitos para o nome do estádio.
O estádio tem capacidade para 82 500 espectadores, incluindo 10 005 assentos de clube e aproximadamente 218 suites luxuosas, fazendo do estádio o segundo maior da NFL em capacidade, atrás dos estádios Northwest Stadium e AT&T Stadium.

## História

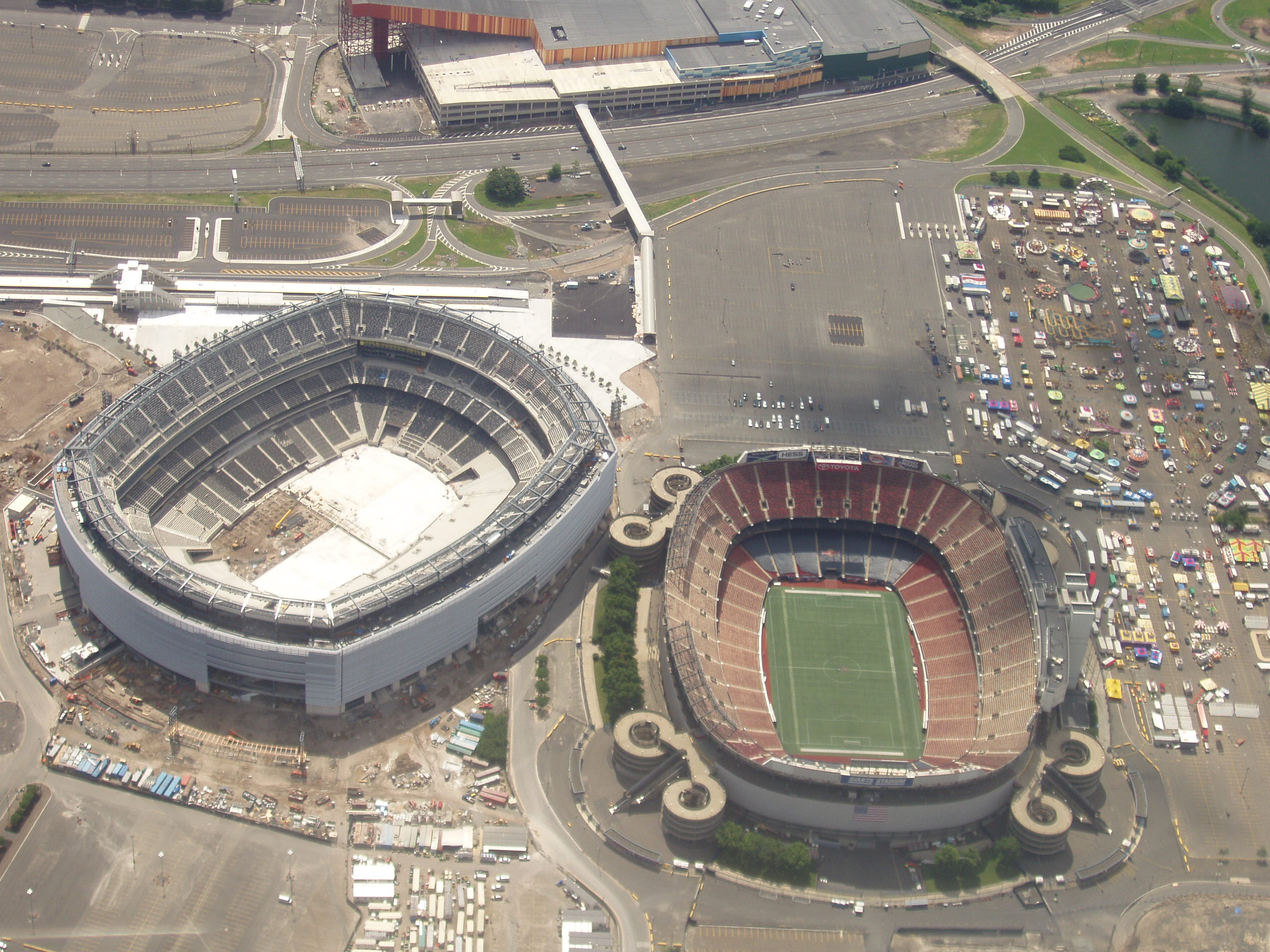
MetLife Stadium em construção ao lado do antigo Giants Stadium em 2010.

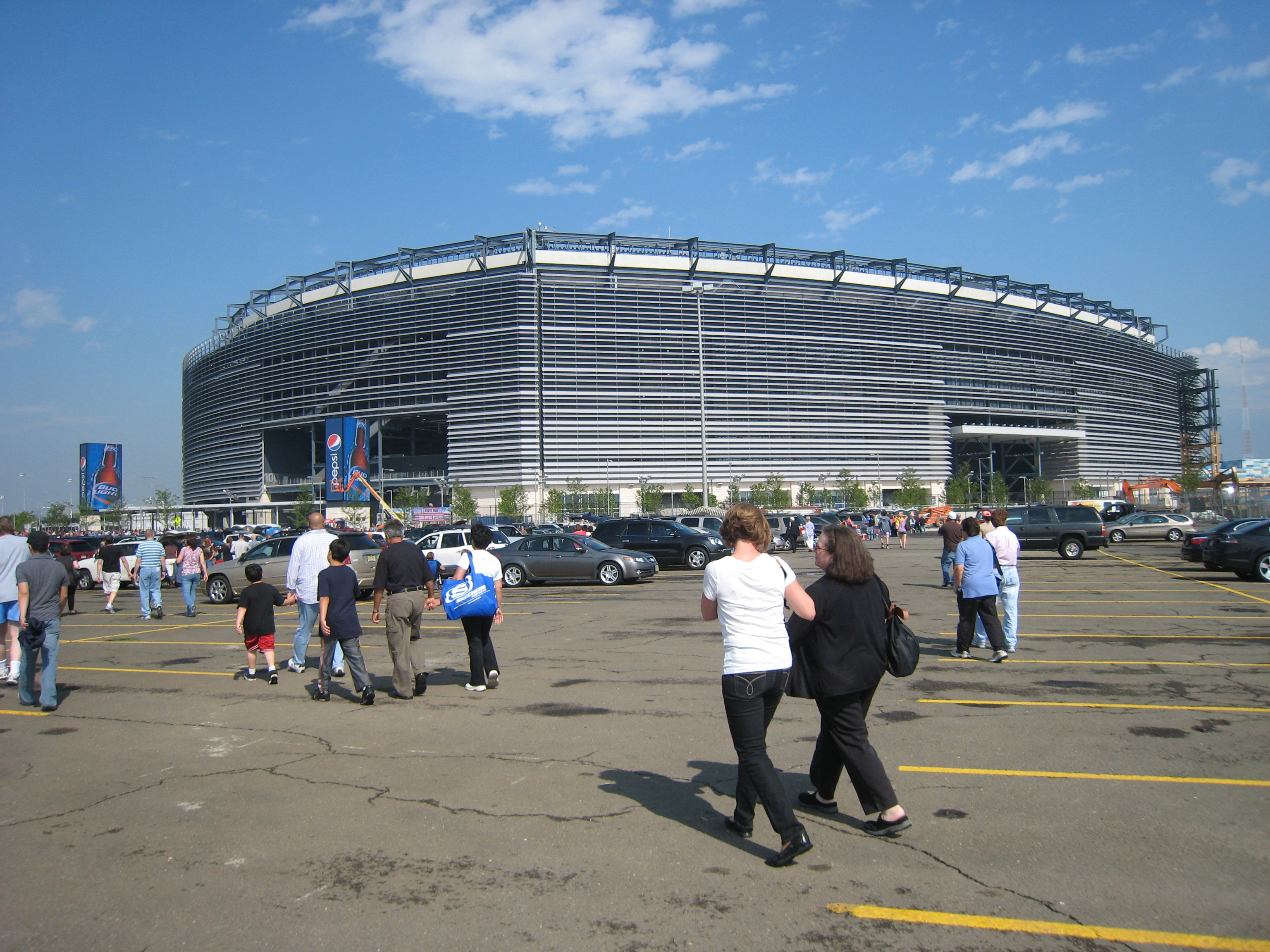
O estádio visto por fora.

O New York Giants jogou sua primeira partida pela temporada regular da NFL no estádio num domingo, 12 de setembro de 2010. Já o primeiro jogo do Jets em casa foi durante o Monday Night Football.
O MetLife Stadium foi um dos estádios apresentados pela Federação de Futebol dos Estados Unidos em suas malsucedidas candidaturas às Copas do Mundo FIFA de 2018 e 2022.
O estádio foi palco de um jogo amistoso de futebol entre os Estados Unidos e o Brasil em 10 de agosto de 2010. A seleção brasileira venceu o jogo por 2 a 0 perante aproximadamente 77 223 pagantes.
O MetLife Stadium sediou o Super Bowl XLVIII, que aconteceu em 2 de fevereiro de 2014. O estádio também sediou a WrestleMania 29 da WWE, no dia 7 de abril de 2013 e a WrestleMania 35 no dia 7 de abril de 2019. Sediou o SummerSlam: New Jersey nos dias 2 e 3 de agosto de 2025. Recebeu 3 partidas da Copa América de 2024,  sediou a final do Mundial de Clubes FIFA de 2025 e será uma das sedes da Copa do Mundo FIFA de 2026, sendo escolhido como o estádio que sediará a final do torneio.

## Copa América de 2024
O MetLife Stadium recebeu três partidas da Copa América de 2024.
| Data        | 1ª equipe | Placar | 2ª equipe | Fase      |
| ----------- | --------- | ------ | --------- | --------- |
| 25 de junho | Chile     | 0–1    | Argentina | Grupo A   |
| 27 de junho | Uruguai   | 5–0    | Bolívia   | Grupo C   |
| 9 de julho  | Argentina | 2–0    | Canadá    | Semifinal |